# CPIE Vallée de l'Elorn
CPIE Vallée de l'Elorn est une association du réseau CPIE, dédiée à la défense de l'environnement.
Association loi de 1901 créée en 1983, le CPIN (Centre Permanent d'Initiation à la Nature) est situé à Gorre-Menez sur la commune de Loperhet. Membre du réseau des CPIE, l'association a été labellisé en 1996 en CPIE Vallée de l'Elorn.

## Historique du CPIE Vallée de l'Elorn
L'association a été créée en 1983  et la première classe avec hébergement est accueillie deux ans plus tard. La labellisation CPIE intervient en 1996 et permet au CPIE Vallée de l'Elorn de s'impliquer dans des programmes environnementaux comme le contrat de baie de la rade de Brest ou le programme Bretagne Eau Pure.
Des partenariats sont mis en place avec les collectivités, comme le Syndicat de la Vallée de l'Élorn ou le Conseil général du Finistère.

## Les activités du CPIE
Conformément à son projet associatif, le CPIE de la Vallée de l'Elorn développe des actions selon les objectifs stratégiques suivants :
- Favoriser la découverte, l'étude et la protection du milieu naturel, en développant des activités éducatives à caractère scientifique, technique et l'étude de milieux.
- Promouvoir l'équitation par l'animation d'une école d'équitation et par la mise en place et la gestion d'une base équestre sur la commune de Plougastel-Daoulas et en partenariat avec la municipalité de la commune.

### Favoriser la découverte, l'étude et la protection du milieu naturel
Qui se traduit par :

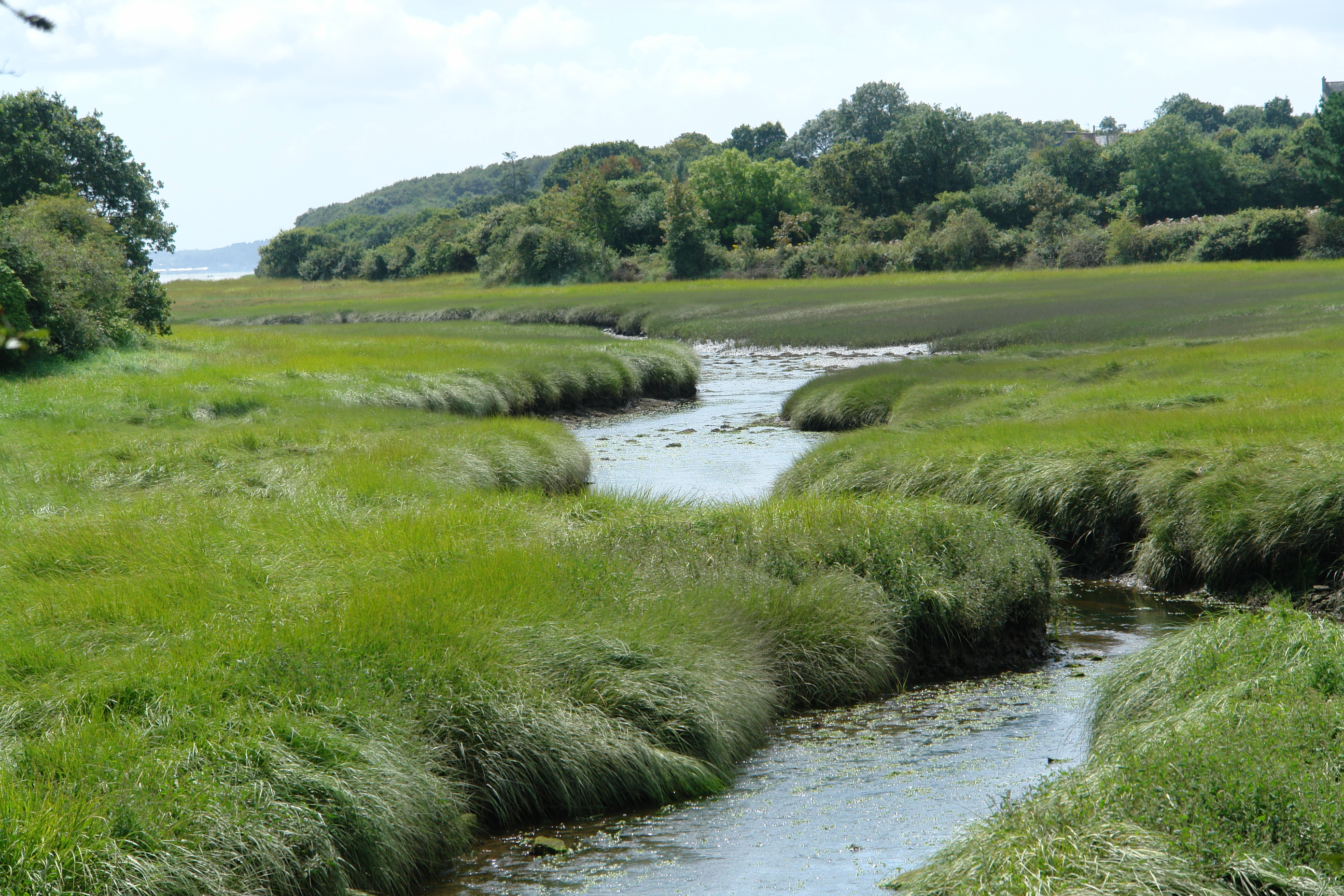
Ruisseau à Loperhet

- Accueil de groupes d'enfants, de jeunes dans le cadre de classes de nature et centres de loisirs [6]
- Accueil d'adultes : formations permanentes, stages, rencontres, débats, conférences, associations [7]
- Le conseil, l'étude, le diagnostic, la gestion, l'entretien, l'aménagement, la valorisation et la préservation des milieux naturels [8]
- La réalisation d'études, d'expertises, de conseils, d'ingénieries qui concourent à une meilleure prise en compte de l'environnement et du développement durable.

### Promouvoir l'équitation
Avec une école d'équitation (galop 5), pour un public scolaire ou handicapé